# 5月15日
5月15日是公历一年中的第135天（闰年第136天），离全年结束还有230天。

## 大事记

### 19世紀以前
- 392年：羅馬皇帝瓦倫提尼安二世被發現吊死在他位於維埃納的官邸中。
- 1252年：教宗依諾增爵四世發布教宗詔書，批准宗教裁判所得以針對異端嫌疑人士審訊用刑。
- 1525年：重浸派领袖托马斯·闵采尔率领的起义军在弗兰肯豪森战役遭到击败，德意志农民战争结束。
- 1636年：大清崇德元年，清太宗皇太極改國號為大清，改元崇德。
- 1756年：英国向法国宣战，七年战争爆发。
- 1767年：热那亚把科西嘉岛卖给法国。

### 19世紀
- 1811年：巴拉圭宣布脫離西班牙帝國在拉布拉他總督轄區的殖民統治，並開始推動獨立工作。
- 1855年：竊賊從一列從倫敦開往英國福克斯通的火車上偷走102公斤重的黃金。
- 1878年：日本东京证券交易所创立。
- 1889年：為迎接世界博覽會艾菲爾鐵塔於巴黎戰神廣場落成開放。
- 1896年：山海关铁路学堂（今西南交通大学）创立。

### 20世紀
- 1904年：日俄戰爭：日本初瀨號戰艦和八島號戰艦在中國旅順港附近觸雷沉沒。
- 1905年：随着美国洛杉矶与盐湖城铁路附近土地被拍卖后，作为铁路镇的拉斯维加斯宣告成立。
- 1911年：美国最高法院判决標準石油公司垄断违法，标准石油公司被迫解散。
- 1912年：京师大学堂改称北京大学。
- 1916年：一名十幾歲的非裔美國農場工人傑西·華盛頓在德克薩斯州韋科被處以私刑。
- 1918年：中國文学家鲁迅在《新青年》杂志上发表首篇白话文小说《狂人日记》。
- 1928年：和老鼠首次在美國華特迪士尼動畫工作室的卡通短片《飛機狂》亮相。
- 1932年：大日本帝国海军少壮派军官发动政变并暗杀内阁总理大臣犬养毅，五一五事件发生。
- 1934年：拉脫維亞總理卡爾利斯·烏曼尼斯宣布解散拉脫維亞議會，並展開威權主義統治。
- 1935年：蘇聯莫斯科地鐵正式對公眾開放，首條路線連結索科利尼基站至文化公園站等站點。
- 1940年：第二次世界大戰：納粹德國佔領荷蘭，開始進攻法国北部。
- 1943年：共产国际（第三国际）宣布解散。
- 1946年：西西里岛获得自治权。
- 1946年：《人民日报》创刊。
- 1946年：国民政府人员发起牡丹江暴动，试图攻占中共政权控制下的牡丹江市。
- 1948年：阿拉伯國家聯合進攻甫剛發表獨立宣言建國的以色列，第一次以阿戰爭爆發。
- 1957年：英国在太平洋莫尔登岛上进行了该国首枚氢弹的试爆，英国成为第三个拥有氢弹的国家。
- 1959年：科学家警告蓝鲸濒于绝迹。
- 1960年：史泼尼克4号人造卫星发射进入地球轨道。
- 1970年：法國科學家及軍方人員齊集法屬穆魯羅阿環礁進行核子試驗，當年正好是法国总统夏爾·戴高樂最後一年任期。雖然世界各國都反對法國核試，但戴高樂無視各國反對，仍然按照計劃核試。
- 1972年：美國將琉球群島的主權移交日本，沖繩縣復設。
- 1976年：香港啟德機場新貨運大廈正式啟用。
- 1985年：廣東省委第一書記任仲夷給《深圳特區報》一封表明用普通話統一深圳語言的刊報信，後被特區報在內的各報刊公開轉載。
- 1988年：蘇聯入侵阿富汗：在阿富汗泥足深陷的苏联軍隊結束他們長達近十年的噩夢，正式開始撤退回國。當第一批1200名蘇軍當天下午取道喀布尔回國時，阿富汗政府軍向他們揮手告別。按照蘇聯撤軍時間表，在阿富汗境內的十一萬五千名蘇聯士兵會在九個月內全部撤離，而整個撤軍行動，終於在1989年2月完成。
- 1989年：苏联领导人米哈伊尔·谢尔盖耶维奇·戈尔巴乔夫访华，当日邓小平与戈尔巴乔夫在人民大会堂内举行中国领导人和苏联领导人之间的高峰会时，学生群众在附近天安门广场上发起骚动和示威活动。
- 1990年：菲律宾宣布中止美国在菲军事基地协议。
- 1990年：文森特·梵高创作的油画《嘉舍醫師的畫像》在美国纽约以8250万美元的价格拍卖给日本一位收藏家，创下当时绘画作品售价的最高纪录。
- 1992年：台灣健康幼稚園火燒車事件，造成23人死亡、9人輕重傷，為台灣歷來死傷最嚴重的單一遊覽車火燒車事件。
- 1997年：宏達國際電子（HTC）在台灣創立。
- 1999年：何厚鏵當選澳門特別行政區第一任行政長官。

### 21世紀
- 2008年：美國加利福尼亞州州最高法院推翻了一項禁止同性婚姻的裁決，成為繼麻薩諸塞州後第二個承認同性婚姻的州。
- 2012年：希腊各政党在5月6日议会选举之后无法就组阁问题达成一致，组阁失败，将在6月重新举行议会选举。
- 2013年：北極理事會批准日本、義大利、新加坡、印度、南韓和中國以觀察員國家的身分加入。
- 2021年：中國國家航天局的天問一號着陸器和祝融號火星車成功在火星烏托邦平原南部預選着陸區著陸。
- 2022年：東鐵綫過海段（紅磡至金鐘）通車，會展站啟用，標誌著沙田至中環綫所有工程完成。
- 2022年：美国加利福尼亚州拉古纳伍兹的台湾基督长老教会发生针对台湾裔美国人的枪击事件，造成1人死亡和5人受伤。
- 2024年：斯洛伐克總理罗伯特·菲佐在斯洛伐克特倫欽州普列維扎區漢德洛瓦演講遭槍擊送院，事件被列為政治暗殺。
- 2024年：黄循财接替李显龙出任新加坡总理，成为吴作栋后，新加坡史上第二位非李光耀家族总理。

## 出生
- 1567年：克劳迪奥·蒙特威尔第，意大利作曲家（1643年逝世）
- 1773年：克萊門斯·梅特涅，奥地利外交家（1859年逝世）
- 1808年：麥可·威廉·巴爾夫，愛爾蘭作曲家（1870年逝世）
- 1856年：李曼·法蘭克·鮑姆，美國作家、演員、報紙編輯（1919年逝世）
- 1859年：皮埃尔·居里，法国物理学家、化學家，1903年諾貝爾化學獎得主（1906年逝世）
- 1884年：岡村寧次，日本陸軍大將（1966年逝世）
- 1895年：王賡，中華民國陸軍少將（1942年逝世）
- 1900年：鄭集，中國生物化学家、营养学家（2010年逝世）
- 1907年：乌尔苏拉·玛丽亚·库琴斯基，德国作家、德籍苏联间谍（2000年逝世）
- 1916年：蔣方良，台灣前第一夫人（2004年逝世）
- 1921年：赫健士，香港法官（2009年逝世）
- 1922年：瀨戶內寂聽，日本作家、僧人（2021年逝世）
- 1926年：彼得·謝弗，英國劇作家（2016年逝世）
- 1931年：詹姆士·菲茨-艾倫·米切爾，聖文森政治人物，第2任聖文森總理（2021年逝世）
- 1933年：伊丹十三，日本電影導演、演員（1997年逝世）
- 1935年：美輪明宏，日本創作歌手、演員
- 1937年：馬德琳·歐布萊特，美國捷克斯洛伐克裔政治人物、外交官，第64任美國國務卿、首位女性美國國務卿（2022年逝世）
- 1942年：優素福·卡拉，印尼政治家，前任印尼副總統
- 1947年：慕尤丁，馬來西亞政治人物，第8任馬來西亞首相
- 1948年：胡志強，台灣政治人物
- 1948年：江夏豐，日本棒球選手
- 1948年：布萊恩·伊諾，英國音樂人、作曲家、音樂製作人、音樂理論家
- 1951年：弗蘭克·維爾切克，美國理論物理學家，2004年諾貝爾物理學獎得主
- 1952年：港浩一，日本電視製作人
- 1955年：穆罕默德·布拉米，突尼西亞人民陣線黨的創辦人暨領導人（2013年逝世）
- 1956年：米雷克·托波拉內克，捷克政治人物、商業經理，第7任捷克總理
- 1960年：馬丁·艾伯哈德，美國工程師、企業家，特斯拉聯合創辦人
- 1964年：弗拉基米爾·斯特魯克，烏克蘭政治人物，曾任克雷明納市長（2022年逝世）
- 1967年：瑪都麗·荻西特，印度影星
- 1970年：本·華萊士，英國政治人物，現任英國國防大臣
- 1971年：安德魯·瓦耶特，美國音樂家、詞曲作家、錄音製作人
- 1972年：武井宏之，日本漫畫家
- 1974年：占旭剛，中國男子举重運動員
- 1975年：大炳，台灣男藝人（2012年逝世）
- 1975年：傑森·斯特芬，美國天體物理學家
- 1978年：藍奕邦，香港唱作歌手、作曲人、填詞人
- 1979年：滄月，中國女作家
- 1980年：中尾衣里，日本女性聲優
- 1981年：哈孝遠，台灣男藝人、前篮球運動員
- 1982年：任斯璐，中國女演員
- 1982年：藤原龍也，日本演員
- 1985年：葉子俊，香港足球運動員
- 1986年：曲尼次仁，中國女歌手、演員
- 1987年：金甫美，韓國女演員
- 1987年：安迪·穆雷，英國職業網球手
- 1989年：珊妮，韓國女子偶像團體少女時代成員
- 1990年：李宗泫，韓國男子偶像樂團CNBLUE成員
- 1991年：譚坤倫，香港男演員、健身教練
- 1991年：Soyul，韓國女子偶像團體Crayon Pop成員
- 1993年：尾崎由香，日本女性聲優
- 1996年：青山吉能，日本女性聲優
- 1996年：Birdy，英國女歌手、鋼琴家、作曲家
- 1998年：冼靖峰，香港男歌手、演員
- 2000年：金芳典，韓國男子偶像團體TREASURE成員
- 2000年：諾亞·威廉斯，英國男子跳水運動員
- 2002年：馬傑森，臺灣職業棒球運動員
- 2002年：林鼓子，日本女性聲優
- 2002年：克里斯萊因·馬齊馬，剛果裔法國職業足球運動員
- 2004年：加布里埃爾·斯洛尼納，美國職業足球運動員
- 2006年：Haerin，韓國女子偶像團體NewJeans成員
- 生年不詳：平林剛，日本男性聲優

## 逝世
- 392年：瓦倫提尼安二世，羅馬帝國皇帝（371年出生）
- 926年：后唐庄宗李存勖，五代之一的后唐建立者（885年出生）
- 947年：辽太宗耶律德光，契丹及辽朝皇帝（902年出生）
- 1036年：後一條天皇，日本第68代天皇（1008年出生）
- 1157年：尤里·多尔戈鲁基，苏兹达尔王公，佩列亚斯拉夫王公，基辅大公。基辅大公弗拉基米尔·莫诺马赫的第7个儿子。他被认为是莫斯科这个古老城市的奠基人。（1099年出生）
- 1786年：埃娃·埃克布拉德，瑞典農學家、科學家、沙龍客、貴族（1724年出生）
- 1886年：艾蜜莉·狄金生，美國詩人（1830年出生）
- 1932年：犬養毅，日本政治人物，第29任內閣總理大臣（1855年出生）
- 1933年：赫爾曼·馮·弗朗索瓦，德國陸軍上將（1856年出生）
- 1935年：卡濟米爾·謝韋里諾維奇·馬列維奇，俄羅斯至上主義創始人、構成主義、幾何抽象派畫家（1878年出生）
- 1937年：菲利普·斯諾登，英國政治家，曾任英國財政大臣（1864年出生）
- 1966年：馬克西米利亞諾·赫南德茲·馬丁內茲，薩爾瓦多政治人物，第30任薩爾瓦多總統（1882年出生）
- 1978年：羅伯特·孟席斯，澳洲政治家，第12任澳洲總理（1894年出生）
- 1986年：埃里奧·德·安吉尼斯 ，義大利一級方程式賽車手（1958年出生）
- 1986年：湯英伸，嘉義師專肄業，因殺人罪被槍決（1968年出生）
- 1991年：安倍晉太郎，日本政治人物（1924年出生）
- 1992年：林靖娟，臺灣幼教老師（1961年出生）
- 1993年：科丹德拉·馬達帕·卡里亞帕，印度陸軍總司令（1899年出生）
- 2004年：楊善深，中國岭南画派画家（1913年出生）
- 2008年：劉志榮，香港亞洲電視前演員，油尖旺區議會議員（1951年出生）
- 2008年：汪禹，香港演員（1955年出生）
- 2010年：約翰·謝菲爾德-巴隆，英國發明家（1925年出生）
- 2012年：卡洛斯·富恩特斯，墨西哥作家（1928年出生）
- 2014年：史哲維，臺灣中天新聞台主播（1968年出生）
- 2017年：豬哥亮，臺灣節目主持人、演員（1946年出生）
- 2024年：陳君天，臺灣電視製作人（1940年出生）
- 2025年：杜尚·武約維奇，塞爾維亞經濟學家、政治人物（1951年出生）

## 节假日和习俗
- 国际家庭日
- 臺灣：全國兒童安全日、臨床心理師節
- 中华人民共和国：全國投資者保護宣傳日、全国碘缺乏病防治日
- 哥伦比亚、 墨西哥、 ：教师节
- 巴拉圭：獨立日、母親節
- 巴勒斯坦：災難日